# Stołeczny Klub Tatrzański
Stołeczny Klub Tatrzański (SKT) – klub powstały 22 kwietnia 1953 roku, będący jednym z najstarszych klubów zrzeszonych w PTTK. Liczy obecnie około 150 członków, działa na pograniczu turystyki górskiej, turystyki kwalifikowanej i taternictwa. W ramach SKT istnieje Sekcja Alpinizmu zrzeszona w Polskim Związku Alpinizmu.

## Władze
Stan na styczeń 2013 r.
- Prezes – Andrzej Szajewski
- Wiceprezes – Elżbieta Jaworska
- Sekretarz – Ewa Chałasińska
- Skarbnik – Bogdan Darek
- Członek Zarządu – Maria Berger
- Sekcja Alpinizmu – Janusz Krukowski.

Kapituła Odznaczeń SKT
- Przewodniczący – Wojciech Wojtyński
- Sekretarz – Maria Misiurewicz
- Członkowie Kapituły – Aleksandra Łabuńska, Andrzej Zarembowicz, Ewa Nowak, Jan Zaunar.